# Cryptoblepharus schlegelianus
Cryptoblepharus schlegelianus (змієокий сцинк Шлегеля) — вид сцинкоподібних ящірок родини сцинкових (Scincidae). Ендемік Індонезії. Вид названий на честь німецького герпетолога Германа Шлегеля.

## Поширення і екологія
Змієокі сцинки Шлегеля є ендеміками острова Семау в архіпелазі Малих Зондських островів, за деякими свідченнями також на Флоресі. Вони живуть на морських узбережжях і пляжах.